# Jean Lanvario
Jean Lanvario, né le 5 décembre 1918 à Crest (Drôme) et mort le 6 février 1996 à Cannes (Alpes-Maritimes), est un aviateur français, pilote de guerre pendant la seconde guerre mondiale et pilote d'essai de nombreux prototypes.

## Carrière militaire
Pendant la 2ème guerre mondiale, il est sergent pilote dans le groupe de Reconnaissance GR I/35.
En 1956, il fut pilote d'essai pour les appareils de transport Nord 2506 et Nord 2508 de la société Nord-Aviation.
En 1963, chef-pilote d'essais chez Nord-Aviation, il effectue le premier vol du prototype du C-160 Transall avec trois ingénieurs navigants à partir de Melun-Villaroche.

## Distinctions
- Officier de la Légion d'honneur
- Croix de guerre 1939-1945 avec 8 citations
- Médaille de l'Aéronautique[5]